# Александар фон Хумболт
Александар фон Хумболт (Берлин, 14. септембар 1769 — Берлин, 6. мај 1859) био је немачки природњак, географ и истраживач. Његови радови на ботаничкој географији представљају оснивање области биогеографије. Проучавао је земљин магнетизам, вулкане, изотермалне линије, географију и биологију различитих области. Од 1799. до 1804. путовао је у Латинску Америку, коју је истраживао и описивао са научне тачке гледишта. Своја путовања током 21 године описао је у изузетно великом броју књига. Први је претпоставио да су Африка и Јужна Америка биле давно спојене. У познијим годинама је покушао да у свом делу од 5 књига „Космос“ прикаже људско знање на један јединствен уједињен начин. Хумболт је подржавао друге научнике и често је са њима сарађивао.

## Детињство, младост и образовање
Отац му је био мајор у пруској војсци, који је одликован због учешћа у Седмогодишњем рату. Имао је два сина. Александар је био млађи, старији Вилхелм је био лингвиста. Током детињства сакупљао је и детерминисао биљке. Сакупљао је шкољке и инсекте. Отац му је умро 1779. и отад је мајка почела да брине о његовом образовању. Студирао је финансије пола године у Франкфурту на Одри, а завршио у Гетингену 1789. Током распуста 1789. ишао је на научни излет на Рајну и написао је рад о минералогији и базалту на Рајни. Почео је да изучава оно што би му било потребно да буде научни истраживач. Студирао је трговину и стране језике у Хамбургу, геологију у Фрајбургу, а анатомију у Јени, а астрономију и употребу научне инструментације код Заха и Келера. Истраживао је вегетацију рудника Фрајбурга о чему је 1793. објавио рад. Кад је Луиђи Галвани открио утицај струје на мишиће, Хумболт је истраживао феномене мускуларних иритација, о чему је објавио рад 1797.

### Путовања и рад у Европи
Био је у Енглеској 1790, а 1792. и 1797. је посетио Беч. Током 1795. пропутовао је Швајцарску и Италију истражујући геологију и ботанику тих земаља. Запослио се 1792. у Берлину као проценитељ рудника. Тај посао је обављао тако темељито да је брзо напредовао у служби и чак су га слали у дипломатске мисије.

### Истраживања Латинске Америке
Требало је да са једним ботаничарем да иде на експедицију, која је одложена. Њих двојица су дошли до Марсеља надајући се да ће се придружити Наполеону и отићи у Египат. Пошто нису нашли одговарајући транспорт отишли су у Мадрид, где им је један министар помогао да оду у Латинску Америку. Кренули су из Ла Коруње 5. јуна 1799. На Тенерифама су били шест дана, а у Венецуелу су стигли 16. јула. Открио је у Венецуели уљну птицу Steatornis caripensis, која је дотад била непозната. Враћајући се у Куману приметио је метеорски рој Леониде, што је било његово прво упознавање са феноменом, за који ће се уочити периодичност. У фебруару 1800. је кренуо у истраживање реке Ориноко. Истраживао је 4 месеца и прешао је преко 3.000 километара дивљег и ненастањеног подручја. Утврдио је да постоји комуникација између слива Оринока и слива Амазона. Утврдио је тачно место бифуркације. Електричне јегуље је ухватио 19. марта 1800, претрпјевши јаке електричне шокове током испитивања.
После је отпловио на Кубу, па се вратио и Картахену, испитујући набујалу реку Магдалену. Прешао је Кордиљере и после дугог и напорног путовања дошао је 6. јануара 1802. до Кита. Пели су се до висине од 5.800 метара. што је тада био светски рекорд. На путу према Лими истраживали су изворе Амазона. У Каљау је посматрао пролазак Меркура. После тога одлази у Мексико, где је боравио годину дана. После је кратко посетио САД и вратио се у Европу, где је пристао 3. августа 1804. у Бордоу.

## Достигнућа латинскоамеричке експедиције
Истраживао је изотермалне линије. Најпре је истраживао брзину пада температуре са надморском висином. У свом есеју о географији различитих биљки проучавао је како физички услови утичу на расподелу биљака и животиња. Открио је да се смањује интензитет земљиног магнетског поља како се удаљавамо од полова према екватору. Геолошки је проучавао вулкане у Латинској Америци. Открио је да се они појављују у линеарним групама, па је претпостављао да су настали због великих подземних расцепа.
Са Геј-Лисаком је истраживао закон магнетске деклинације, па је у Берлину боравио две и по године. Пошто је намеравао да објави мноштво нових чињеница у енциклопедијском формату 1808. је дошао у Париз. Ту сарађује са Геј-Лисаком и његовом приватном лабораторијом. Истраживали су састав атмосфере и утицај притиска на атмосферу.

## Признања Хумболту
После Наполеона Хумболт је био један од најпознатији у Европи. Пруски краљ га је више пута позивао, дајући му велике привилегије, али Хумболт је одбијао да напусти Париз. Париз је сматрао својом правом кућом. У Паризу је Хумболт имао не само научну атмосферу, него је био и изузетно цењен у свим слојевима друштва. Осим тога није му се свиђала атмосфера Берлина, његовог роднога града. Није му се свиђао провинцијализам Берлина. Ипак много пута су га звали, не само пруски краљ, него и два угледна пруска великаша, тако да се 1827. преселио у Берлин. У Берлину се посветио проучавању земаљског магнетизма. Посебно га је занимала природа и закони „магнетних олуја“, како је он описивао абнормална одступања од земљиног магнетизма.

## Истраживање Русије
Руси су 1811. први предложили Хумболту истраживање Сибира, а касније 1818. је то исто предложила пруска влада. Али у оба случаја имао је других за њега важнијих послова. Писао је руској влади 1829, тако да је успео да успостави низ магнетних и метеоролошких станица у Сибиру. Измећу маја и новембра 1829. заједно са Густавом Розеом и Еренбургом прешао је Русију између Неве и Јанисеја, прешавши 9.600 mi (15.400 km). Открио је дијаманте на Уралу, где се испирало злато. Кориговао је прецењену висину централноазијског платоа.

### Хумболт као дипломата
Од 1830. до 1848. био је дипломата на двору Луја Филипа, са којим је одржавао срдачне пријатељске односе.

## Космос
Јако је дуго писао своје монументално дело, којим је настојао представити јединство различитих комплексних делова природе. Хтео је да нагласи постојање природних закона, који управљају сложеним процесима у природи. Започео је са писањем још 1808. Временом је све уобличавао, а посебно кад је предавао од 1827. до 1828. на универзитету у Берлину. Прва два волумена Космоса изашла су 1845. и 1847. Трећи и четврти волумен је објавио између 1850. и 1858. Пети волумен је објављен постхумно 1862.

## Хумболтова стипендија
После његове смрти његови пријатељи и сарадници основали су Александар фон Хумболт фондацију, која је пружала подршку младим научницима. Оригинална новчана задужбина је била упропаштена хиперинфлацијом из 1920—их. После Другог светског рата немачка влада је основала поново Хумболтову фондацију, која служи за финансирање боравка страних научника у Немачкој или немачких ван Немачке.

## Радови
- Florae Fribergensis specimen plantas cryptogramicus praesertim subterraneas exhibens, 1793. Humboldt's observations of underground plants made when he was a mining inspector.
- Versuche über die gereizte Muskel- und Nervenfaser nebst Versuchen über den chemischen Prozess des Lebens in der Thier- und Pflanzenwelt. (2 volumes), 1797. Humboldt's experiments in galvanism and nerve conductivity.
- Ueber die unterirdischen Gasarten und die Mittel ihren Nachteil zu verhindern. Braunschwieg 1799.
- Sur l'analyse de l'air atmosphérique, with J.L. Gay-Lussac. Paris 1805. German edition, Türbingen.
- Fragments de géologie et de climatologie asiatiques 2 vols. Paris, 1831; Tübingen, 1831
- Asie centrale, recherches sur les chaînes des montagnes et la climotologie comparée. 3 vols. 1843
- Le voyage aux régions equinoxiales du Nouveau Continent, fait en 1799–1804, par Alexandre de Humboldt et Aimé Bonpland (Paris, 1807, etc.), consisted of thirty folio and quarto volumes, including:
- Vues des Cordillères et monuments des peuples indigènes de l'Amérique (2 vols. folio, 1810)
  - English translation: Researches concerning the institutions & monuments of the ancient inhabitants of America : with descriptions & views of some of the most striking scenes in the Cordilleras! (2 vols.) [exclamation point in the original title]
  - Vera M. Kutzinski and Ottmar Ette, ур. (2012). Views of the Cordilleras and Monuments of the Indigenous Peoples of the Americas: A Critical Edition. Chicago: University of Chicago Press. ISBN 978-0-226-86506-5.. University of Chicago Press, 2014
- Examen critique de l'histoire de la géographie du Nouveau Continent (4 vols. 1814–1834)
- Atlas géographique et physique du royaume de la Nouvelle Espagne (1811)
- Essai politique sur le royaume de la Nouvelle Espagne (1811);
  - English translation: Political essay on the kingdom of New Spain containing researches relative to the geography of Mexico, (1811) biodiversitylibrary.org;
- Essai sur la géographie des plantes: accompagné d'un tableau physique des régions équinoxiales, fondé sur des mesures exécutées, depuis le dixième degré de latitude boréale jusqu'au dixième degré de latitude australe, pendant les années 1799, 1800, 1801, 1802 et 1803/ par Al. de Humboldt et A. Bonpland; rédigée par Al. de Humboldt (1805), biodiversitylibrary.org
  - English translation by Sylvie Romanowski:Essay on the Geography of Plants. University of Chicago Press. (2009)
- Essai géognostique sur le gisement des roches dans les deux continents. Paris 1823. English and German editions.
- Essai politique sur l'îsle de Cuba. 2 vols. Paris 1828. English and German editions.
- Relation historique du Voyage aux Régions équinoxiales du Nouveau Continent, etc. (1814–1825), an unfinished narrative of his travels, including the Essai politique sur l'île de Cuba, biodiversitylibrary.org
- Monographie des melastomacées (1833)
- Monographia Melastomacearum: continens plantas huius ordinis, hucusque collectas, praesertim per regnum Mexici, in provinciis Caracarum et Novae Andalusiae, in Peruvianorum, Quitensium, Novae Granatae Andibus, ad Orinoci, fluvii Nigri, fluminis Amazonum rupas nascentes (2 vols.)
- Cosmos : a sketch of a physical description of the universe by Alexander von Humboldt; translated from the German by E. C. Otté (5 vols.)[10]
- Cosmos: essai d'une description physique du monde  (4 vols.)
- Gesammelte werke von Alexander von Humboldt  (12 vols.)
- Ansichten der Natur: mit wissenschaftlichen Erläuterungen
- Aphorismen aus der chemischen physiologie der pflanzen. Aus dem lateinischen übersetzt von Gotthelf Fischer. Nebst einigen zusätzen von herrn dr. und prof. Hedwig und einer vorrede von herrn dr. und prof. Christ. Friedr. Ludwig. 1794.
- Aspects of nature, in different lands and different climates with scientific elucidations
- Atlas zu Alex. v. Humboldt's Kosmos in zweiundvierzig Tafeln mit erläuterndem texte /herausgegeben von Traugott Bromme
- Briefe von Alexander von Humboldt an Varnhagen von Ense, aus den jahren 1827 bis 1858 : nebst Auszügen aus Varnhagen's Tagebüchern und Briefen von Varnhagen und andern an Humboldt
- Ideen zu einer Geographie der Pflanzen :nebst einem Naturgemälde der Tropenländer : auf Beobachtungen und Messungen gegründet, welche vom 10ten Grade nördlicher bis zum 10ten Grade südlicher Breite, in den Jahren 1799, 1800, 1801, 1802 und 1803 angestellt worden sind/ von Al. von Humboldt und A. Bonpland; bearbeitet und herausgegeben von dem erstern
- An illustration of the genus Cinchona :comprising descriptions of all the officinal Peruvian barks, including several new species, Baron de Humboldt's Account of the Cinchona forests of South America, and Laubert's Memoir on the different species of quinquina: to which are added several dissertations of Don Hippolito Ruiz on various medicinal plants of South America  (1821);
- Kosmos. Entwurf einer physischen Weltbeschreibung von Alexander von Humboldt (5 vols.)
- Des lignes isothermes et de la distribution de la châleur sur le globe. Paris 1817. German edition, Türbingen.
- Personal narrative of travels to the equinoctial regions of America, during the years 1799–1804/ by Alexander von Humboldt and Aimé Bonpland; translated from the French of Alexander von Humboldt and edited by Thomasina Ross (vols 2 & 3), biodiversitylibrary.org
- Personal Narrative of Travels to the Equinoctial Regions of the New Continent. 7 vols. London. First edition in French, Paris: 1815–26.
- Viage âa las regiones equinocciales del nuevo continente: hecho en 1799 hasta 1804, por Al. de Humboldt y A. Bonpland; redactado por Alejandro de Humboldt; continuaciâon indispensable al ensayo polâitico sobre el reino de la Nueva Espaäna por el mismo autor (5 vols.), 1826. biodiversitylibrary.org
- Pflanzengeographie, nach Alexander von Humboldt's werke ueber die geographische Vertheilhung der Gewächse : mit Anmerkungen, grösseren Beilagen aus andern pflanzengeographischen Schriften und einem Excurse über die bei pflanzengeographischen Floren-Vergleichungen nöthigen Rücksichten
- Plantes équinoxiales recueillies au Mexique :dans l'île de Cuba, dans les provinces de Caracas, de Cumana et de Barcelone, aux Andes de la Nouvelle Grenade, de Quito et du Pérou, et sur les bords du rio-Negro de Orénoque et de la rivière des Amazones (2 vols.)
- Recueil d'observations de zoologie et d'anatomie comparée : faites dans l'océan atlantique, dans l'intérieur du nouveau continent et dans la mer du sud pendant les années 1799, 1800, 1801, 1802 et 1803 / par Al. de Humboldt et A. Bonpland (2 vols.)
- Reise in die aequinoctial-gegenden des neuen Continents in den Jahren 1799, 1800, 1801, 1803 und 1804 (vol. 3)
- Relation historique du voyage aux régions équinoxiales du nouveau continent, fait en 1799, 1800, 1801, 1802, 1803, et 1804 (vol. 3)
- Tableaux de la nature; ou, Considérations sur les déserts, sur le physionomie des végétaux, sur les cataractes de l'Orénoque, sur la structure et l'action des volcans dans les différentes régions de la terre
- Views of nature, or, Contemplations on the sublime phenomena of creation : with scientific illustrations. 1850.
- Views of nature: or, Contemplations on the sublime phenomena of creation; with scientific illustrations (1884)
- Letters of Alexander von Humboldt to Varnhagen von Ense. From 1827 to 1858. With extracts from Varnhagen's diaries, and letters of Varnhagen and others to Humboldt. Tr. from the 2d German by Friedrich Kapp (ed.), biodiversitylibrary.org
- Letters of Alexander von Humboldt written between the years 1827 and 1858 to Varnhagen von Ense together with extracts from Varnhagen's diaries, and letters of Varnhagen and others to Humboldt/ authorized translation from the German (with explanatory notes and a full index of names), biodiversitylibrary.org
- Nova genera et species plantarum (7 vols. folio, 1815–1825), contains descriptions of above 4500 species of plants collected by Humboldt and Bonpland, was mainly compiled by Carl Sigismund Kunth; J. Oltmanns assisted in preparing the Recueil d'observations astronomiques (1808); Cuvier, Latreille, Valenciennes and Gay-Lussac cooperated in the Recueil d'observations de zoologie et d'anatomie comparée (1805–1833).[11]